# XULRunner
XULRunner ist ein mittlerweile eingestelltes Experiment einer Laufzeitumgebung für Anwendungen, die auf der „XML User Interface Language“ (abgekürzt: XUL) aufsetzen, entwickelt von der Mozilla Foundation. Das Programm nutzte die Bibliothek libxul der Gecko-Engine. Alle XUL-basierten Anwendungen wie Mozilla Firefox, Mozilla Thunderbird oder der Medienspieler Songbird lassen sich auf XULRunner portieren. XULRunner stellt auch eine Umgebung für das Installieren, das Deployment (d. h. Verteilung und Installation, einschließlich Konfiguration), die Aktualisierung und das Deinstallieren dieser Anwendungen zur Verfügung.
Anwendungen, welche die Gecko-Engine ohne die XULRunner-Laufzeitumgebung benötigen, verwenden die Bibliothek libxul, so zum Beispiel Galeon oder Liferea.

## Geschichte
Die erste „Developer-Preview“ von XULRunner wurde im Februar 2006 freigegeben. Die Mozilla Foundation plante, ihre XUL-Anwendungen wie Mozilla Firefox auf XULRunner zu portieren. Ein Vorteil, der sich daraus ergäbe, wäre, dass man nur einmal mit XULRunner eine XUL/Gecko-Laufzeitumgebung installieren müsste, die dann alle weiteren XUL-Anwendungen benutzen könnten. Bislang wurde für jedes einzelne Programm eine separate XUL/Gecko-Laufzeitumgebung installiert. Mozillas erste offiziell herausgegebene XULRunner-Anwendung war die Linux-Variante von Mozilla Firefox 3.0.

## Versionen
| Legende: | Ältere Version; nicht mehr unterstützt | Ältere Version; noch unterstützt | Aktuelle Version | Aktuelle Vorabversion | Zukünftige Version |

| Version | Veröffentlichung   | Bemerkungen und wichtige Änderungen |
| ------- | ------------------ | --- |
| 1.8     |                    | Die veröffentlichten Versionen von XULRunner 1.8.0.1 bis 1.8.0.4 waren stabile Vorschau-Versionen für Entwickler. Sie basieren auf dem gleichen Gecko Code wie Firefox 1.5.0.x. |
| 1.8.1   |                    | Firefox 2 nutzt diese Version der Gecko Engine. |
| 1.9     | 17. Juni 2008      | Ab dieser Version besteht die Gecko Engine den Acid2-Test. Das jeweilige System-Theme wird nun besser in XULRunner integriert. Firefox 3.0 nutzt diese Version                  |
| 1.9.1   | 30. Juni 2009      | Diese Version wird von Firefox 3.5 und Thunderbird 3.0.x genutzt. |
| 1.9.2   | 21. Januar 2010    | Diese Version wird von Firefox 3.6 genutzt. |
| 2.0.0   | 23. März 2011      | Diese Version wird von Firefox 4.0 genutzt. |
| 5.0.0   | 21. Juni 2011      | Diese Version wird von Firefox 5.0 genutzt. |
| 6.0.0   | 12. August 2011    | Diese Version wird von Firefox 6.0 genutzt. |
| 7.0.1   | 29. September 2011 | Diese Version wird von Firefox 7.0.1 genutzt. |
| 8.0     | 8. November 2011   | Diese Version wird von Firefox 8.0 genutzt. |
| 8.0.1   | 20. November 2011  | Diese Version wird von Firefox 8.0.1 genutzt. |
| 9.0     | 17. Dezember 2011  | Diese Version wird von Firefox 9.0 genutzt. |
| 9.0.1   | 21. Dezember 2011  | Diese Version wird von Firefox 9.0.1 genutzt. |
| 10.0    | 29. Januar 2012    | Diese Version wird von Firefox 10.0 genutzt. |
| 10.0.1  | 9. Februar 2012    | Diese Version wird von Firefox 10.0.1 genutzt. |
| 10.0.2  | 16. Februar 2012   | Diese Version wird von Firefox 10.0.2 genutzt. |
| 10.0.3  | 13. März 2012      | Diese Version wird von Firefox 10.0.3 genutzt. |
| 10.0.4  | 24. April 2012     | Diese Version wird von Firefox 10.0.4 genutzt. |
| 11.0    | 12. März 2012      | Diese Version wird von Firefox 11.0 genutzt. |
| 12.0    | 20. April 2012     | Diese Version wird von Firefox 12.0 genutzt. |
| 13.0    | 1. Mai 2012        | Diese Version wird von Firefox 13.0b2 genutzt. |
| ...     |                    | |
| 21.0    | 11. Mai 2013       | Diese Version wird von Firefox 21.0 genutzt. |
| 22.0    | 19. Juni 2013      | Diese Version wird von Firefox 22.0 genutzt. |
| 23.0    | 2. August 2013     | Diese Version wird von Firefox 23.0 genutzt. |
| 24.0    | 11. September 2013 | Diese Version wird von Firefox 24.0 genutzt. |
| 25.0    | 26. Oktober 2013   | Diese Version wird von Firefox 25.0 genutzt. |
| 26.0    | 5. Dezember 2013   | Diese Version wird von Firefox 26.0 genutzt. |
| 27.0    | 28. Januar 2014    | Diese Version wird von Firefox 27.0 genutzt. |
| 28.0    | 15. März 2014      | Diese Version wird von Firefox 28.0 genutzt. |
| 29.0    | 22. April 2014     | Diese Version wird von Firefox 29.0 genutzt. |
| 30.0    | 6. Juni 2014       | Diese Version wird von Firefox 30.0 genutzt. |